# Аверіни
Аве́ріни (рос. Аверины) — присілок у складі Афанасьєвського району Кіровської області, Росія. Входить до складу Ічетовкінського сільського поселення.
Населення становить 80 осіб (2010, 105 у 2002).
Національний склад станом на 2002 рік — росіяни 91 %.